# منطقة سلطان بور
سلطان بور رمزها «SU» (بالإنجليزية: Sultanpur)‏ ، هو تقسيم إداري لدولة الهند تتبع ولاية أتر برديش (بالإنجليزية: Uttar  Pradesh)‏ ، مركزها هو مدينة سلطان بور (بالإنجليزية: Sultanpur)‏ عدد سكانها حسب تعداد سنة 2001 هو 3,190,926 ، مساحتها 4,436 كم² وكثافة السكان 719 لكل كم² .